# Banda radio
Nelle telecomunicazioni la banda radio (o spettro radio) è la sezione dello spettro elettromagnetico in cui si collocano le onde radio. Essa identifica la suddivisione spettrale del mezzo trasmissivo per poter essere utilizzato da più operatori e utenti per l'effettuazione di servizi e che deve essere adeguatamente ripartito tra di essi al fine di evitare conflitti di utilizzazione o interferenza tra segnali radio di più sorgenti.
I segnali in banda radio sono fondamentali nella realizzazione dei sistemi per la trasmissione e l'elaborazione dei dati.

## Definizioni
Una banda può essere definita in base a vari criteri e vi sono due accezioni del termine comunemente usate nell'ambito delle telecomunicazioni:
- porzione di spettro facente parte di una suddivisione convenzionale originata da esigenze scientifiche e tecniche (le più usate sono stabilite da enti come l'ITU, l'IEEE e la NATO);
- porzione di spettro nella quale i canali hanno la stessa destinazione d'uso (la designazione di questo tipo di bande viene effettuata con l'allocazione delle frequenze che porta a stilare un piano delle frequenze elaborato su accordi internazionali o, al più, nazionali).

La banda del canale radio, così come quella di sistemi cablati, è una risorsa limitata e va quindi gestita con parsimonia, cercando di massimizzarne l'efficienza di utilizzazione/trasmissione o efficienza spettrale.

## Standard di designazione delle frequenze

### Designazione ITU
Nell'ambito scientifico-tecnico è molto utilizzata la designazione ITU-R, definita dalla raccomandazione V.431. In base a questa designazione, la parte di spettro elettromagnetico compresa tra frequenze che vanno da 3 Hz a 300 GHz viene separata in 11 bande, in base alla frequenza. Gli estremi delle bande sono definiti da frequenze di 3*10n Hz che corrispondono a lunghezze d'onda approssimativamente uguali a multipli o sottomultipli del metro. Lo schema che segue riassume la suddivisione.
| Denominazione | Frequenze    | Lunghezza d'onda       |
| ------------- | ------------ | ---------------------- |
| ELF           | 3–30 Hz      | 100.000 km – 10.000 km |
| SLF           | 30–300 Hz    | 10.000 km – 1.000 km   |
| ULF           | 300–3000 Hz  | 1.000 km – 100 km      |
| VLF           | 3–30 kHz     | 100 km – 10 km         |
| LF            | 30–300 kHz   | 10 km – 1 km           |
| MF            | 300–3000 kHz | 1000 m – 100 m         |
| HF            | 3–30 MHz     | 100 m – 10 m           |
| VHF           | 30–300 MHz   | 10 m – 1 m             |
| UHF           | 300–3000 MHz | 1000 mm – 100 mm       |
| SHF           | 3–30 GHz     | 100 mm – 10 mm         |
| EHF           | 30–300 GHz   | 10 mm – 1 mm           |
| THF           | 300–3000 GHz | 1000 µm – 100 µm       |

### Designazione IEEE
La suddivisione dello spettro radio effettuata dall'IEEE è principalmente incentrata sulle bande radar (quindi sulle microonde). Questa designazione non contempla però le frequenze al di sotto dei 3 MHz.
| banda | frequenze      |
| ----- | -------------- |
| HF    | 3 - 30 MHz     |
| VHF   | 30 - 300 MHz   |
| UHF   | 300 - 1000 MHz |
| L     | 1 – 2 GHz      |
| S     | 2 – 4 GHz      |
| C     | 4 – 8 GHz      |
| X     | 8 – 12 GHz     |
| Ku    | 12 – 18 GHz    |
| K     | 18 – 26 GHz    |
| Ka    | 26 – 40 GHz    |
| V     | 40 – 75 GHz    |
| W     | 75 – 111 GHz   |

### Designazione NATO
La designazione effettuata dalla NATO è, come la designazione IEEE, incentrata sulle bande radar. Poiché non vi sono suddivisioni dai 250 MHz in giù, risulta troppo approssimativa per trattare le frequenze sotto quella soglia.
| banda | frequenze      |
| ----- | -------------- |
| A     | 0 - 250 MHz    |
| B     | 250 - 500 MHz  |
| C     | 500 - 1000 MHz |
| D     | 1 – 2 GHz      |
| E     | 2 – 3 GHz      |
| F     | 3 – 4 GHz      |
| G     | 4 – 6 GHz      |
| H     | 6 – 8 GHz      |
| I     | 8 – 10 GHz     |
| J     | 10 – 20 GHz    |
| K     | 20 – 40 GHz    |
| L     | 40 – 60 GHz    |
| M     | 60 – 100 GHz   |

## Piani delle frequenze
Le bande sono soggette ad un piano di attribuzione delle frequenze a seconda della destinazione a un servizio di radiocomunicazione, con successiva  assegnazione ad un operatore o  allocazione geografica su un territorio. L'obiettivo è ottimizzare l'uso dello spettro radio evitando interferenze tra servizi, garantendo interoperabilità per alcuni di essi a livello internazionale e la non-interferenza tra i vari servizi.
Tale piano avviene tipicamente attraverso tecniche di tipo FDM; questo tipo di assegnazione implica la presenza di adeguate bande di guardia tra le varie bande attribuite/assegnate/allocate per evitarne appunto la reciproca interferenza.
La scelta della destinazione d'uso delle bande radio è determinata dalle esigenze del servizio di telecomunicazioni che le viene assegnato, perché la radiopropagazione è fortemente influenzata dalla frequenza. Le onde radio di bassa frequenza si propagano seguendo la curvatura terrestre; con l'aumentare della frequenza la propagazione avviene in linea retta ma è soggetta a riflessione da parte di strati ionizzati dell'atmosfera. A frequenze ancora maggiori la propagazione avviene in linea retta e segue le leggi della fisica ottica. Le diverse modalità di propagazione si prestano a soddisfare le esigenze di alcuni servizi e non di altri. 
Un discorso analogo avviene anche per l'ampiezza di banda assegnata che dipende dalla qualità di servizio da garantire all'utente per un certo servizio.
La pianificazione e la gestione dello spettro radio, naturalmente limitato, è demandato ad organismi internazionali (quali l'ITU-R), continentali e nazionali.
In particolare i servizi di telecomunicazione coinvolti sono:
- radiofonia broadcast
- televisione, televisione digitale, televisione satellitare
- telefonia mobile
- telecomunicazioni satellitari
- trasporti: trasporto navale e aereo, radionavigazione
- radar
- forze armate e utilizzi militari
- ordine pubblico e pubblica sicurezza, comunicazioni dei corpi di polizia
- servizi di soccorso come vigili del fuoco, soccorso sanitario, protezione civile
- servizi di vigilanza privata
- utilizzi civili - privati o ad uso collettivo
- radioamatoriale

La sempre più pressante richiesta di banda radio in rapporto alla sua limitatezza per i molteplici servizi di radiocomunicazione rende l'aspetto della pianificazione e gestione dello spettro radio un aspetto delicato e allo stesso tempo cruciale.
Le trasmissioni digitali grazie alla compressione dati operata dalla codifica di sorgente hanno reso possibili efficienze spettrali molto superiori rispetto alle tradizionali trasmissioni analogiche e quindi a parità di velocità di trasmissione è stata possibile una liberazione di banda radio dedicabile così ad altri servizi di radiocomunicazione (es. TV digitale terrestre). Il problema della gestione dello spettro radio è comunque particolarmente sentito negli Stati in cui anche la TV viaggia via etere (TV terrestre), data la grande occupazione spettrale che occupa il servizio di telediffusione con tutti i suoi molteplici canali, meno sentito in quegli Stati dove invece il servizio televisivo viaggia via cavo (TV via cavo in Stati Uniti, Svizzera ecc…).
L'intera banda dello spettro elettromagnetico deputata alle radiocomunicazioni è un bene demaniale e come tale il suo sfruttamento da parte di privati passa attraverso un bando di concessione per l'assegnazione della licenza agli operatori che ne richiedono l'uso.
Organi competenti preposti assieme alla polizia postale controllano costantemente il rispetto delle norme sulla pianificazione e l'assegnamento di tali bande di frequenza smascherando e sanzionando, a norma di legge, usi impropri ed eventuali irregolarità.

### Attribuzione generale
| Banda | Frequenze    | Lunghezza d'onda       | Principali impieghi |
| ----- | ------------ | ---------------------- | --- |
| ELF   | 3–30 Hz      | 100.000 km – 10.000 km | Comunicazione radio con i sottomarini, ispezione tubazioni, studio del campo magnetico terrestre                         |
| SLF   | 30–300 Hz    | 10.000 km – 1.000 km   | Comunicazione con i sottomarini, per es. la radio russa ZEVS                                                             |
| ULF   | 300–3000 Hz  | 1.000 km – 100 km      | Utilizzate per le comunicazioni in miniera                                                                               |
| VLF   | 3–30 kHz     | 100 km – 10 km         | Marina, comunicazione con sommergibili in emersione                                                                      |
| LF    | 30–300 kHz   | 10 km – 1 km           | Trasmissioni radio intercontinentali in AM, trasmissione del segnale di tempo standard per gli orologi radiocontrollati. |
| MF    | 300–3000 kHz | 1000 m – 100 m         | Trasmissioni radio in AM                                                                                                 |
| HF    | 3–30 MHz     | 100 m – 10 m           | Radioamatori, Banda cittadina, trasmissioni intercontinentali in codice Morse                                            |
| VHF   | 30–300 MHz   | 10 m – 1 m             | Radio commerciali in FM, Aviazione, Marina, Forze dell'ordine, Televisione, Radioamatori, Radiofari                      |
| UHF   | 300–3000 MHz | 1000 mm – 100 mm       | Radio PMR, Televisione, Telefonia cellulare, WLAN                                                                        |
| SHF   | 3–30 GHz     | 100 mm – 10 mm         | Radar, Satelliti, WLAN                                                                                                   |
| EHF   | 30–300 GHz   | 10 mm – 1 mm           | Trasmissioni satellitari e radioamatoriali                                                                               |
| THF   | 300–3000 GHz | 1000 µm – 100 µm       | Trasmissioni satellitari (onde submillimetriche o banda submillimetrica 300 GHz 3 THz) e radioamatoriali                 |

### Radiofonia broadcast
Nei paesi più sviluppati, le trasmissioni radio AM ricoprono un ruolo relativamente marginale. Tuttavia, i fenomeni di radiopropagazione che coinvolgono le radiofrequenze più basse fanno sì che le trasmissioni raggiungano distanze notevoli. Le bande delle onde lunghe, onde medie e onde corte risultano, specie nelle ore notturne, particolarmente affollate.
La maggioranza delle emittenti radiofoniche fa parte della cosiddetta radio FM (banda 87,5 - 108 MHz). Le trasmissioni in modulazione di frequenza a banda larga permettono un'elevata qualità dell'audio, anche grazie alla stereofonia. Le trasmissioni radiofoniche in FM, per la frequenza relativamente alta a cui sono assegnate, hanno una portata limitata: è possibile infatti, spostandosi tra zone a poche decine di chilometri di distanza tra loro, ricevere un'emittente diversa sulla stessa frequenza.
Alcune emittenti radio FM stanno iniziando a trasmettere anche in digitale, con tecnologia Digital Audio Broadcasting, ma la diffusione dei ricevitori adatti (principalmente autoradio) è ancora limitata.
| Banda          | Utilizzo       | Estensione        |
| onde lunghe    | radio AM       | 153 – 279 kHz     |
| onde medie     | radio AM       | 525 – 1615 kHz    |
| onde corte     | radio AM       | 2310 kHz - 30 MHz |
| banda radio FM | radio FM       | 87,5 - 108 MHz    |
| DAB Band III   | radio digitale | 174 - 240 MHz     |

### Broadcast televisivo (telediffusione)
VHF
Canali numerati:
- da 1 a 6, da 55,25 MHz a 83,25 MHz, spaziati di 6 MHz;
- da 7 a 13, da 175,25 MHz a 211,25 MHz, spaziati di 6 MHz.

UHF
Canali numerati:
- da 14 a 69, da 471,25 MHz a 801,25 MHz, spaziati di 6 MHz.

### Bande dedicate ai trasporti
Le bande dedicate ai trasporti sono principalmente due, dedicate rispettivamente al trasporto aereo e al trasporto navale:
- banda aeronautica - ICAO (108,000 - 136,975 MHz, divisa in navigazione e comunicazioni)
- banda marina - IMM (156,025 - 162,025 MHz)

Si noti che la banda cittadina (CB) rientra nelle bande civili e non è, sul piano normativo, una banda dedicata ai trasporti; è comunque possibile che, nelle normative e nella pratica, alcuni canali delle bande civili vengano utilizzate in particolari ambiti dei trasporti (es. su imbarcazioni da diporto o navigazione, su camion, teleferiche, altri servizi mobili ecc.).

### Bande civili
Varie bande sono dedicate a usi generici: la più conosciuta è la banda cittadina, sfruttata dagli autisti di camion per comunicare. Negli ultimi anni sono state assegnate le bande per LPD e PMR 446 che hanno avuto un discreto successo, grazie alla portatilità degli apparati al loro libero uso (solo banda LPD e PMR446).
| Banda                | Utilizzo       | Estensione                  |
| banda cittadina (CB) | amatoriale     | 26,965 - 27,405 MHz         |
| banda 43 MHz         | servizi vari   | 43,300 - 43,5875 MHz        |
| LPD                  | privato LPD    | 433,075 - 434,775 MHz       |
| PMR 446              | privato PMR446 | 446,00625 - 446,09375 MHz   |
| PMR 446 digitale     | privato PMR446 | 446,103125 - 446,196875 MHz |
| SRD                  | privato LPD    | 868,00625 - 869,99375 MHz   |

### Bande radioamatoriali
Le bande assegnate ai radioamatori sono numerose e sono distribuite in un'ampia sezione dello spettro radio, dalle LF alle EHF. Quelle comunemente usate nell'attività di radioamatore sono molte meno e sono incentrate principalmente nella sezione compresa tra le HF e nelle UHF. Queste bande in genere non sono licenziate.

## Nel diritto comunitario
Con la decisione 2002/622/CE, la Commissione Europea deliberò l'istituzione di una Politica dello spettro radio al quale la decisione 676/2002/CE riconobbe compiti di regolazione e armonizzazione nell'«assegnazione di frequenze radio e di comunicazioni senza fili, comprese le GSM, la terza e la quarta generazione di comunicazioni mobili (3G, 4G) per le frequenze tra 9 kHz e 3000 GHz rilevanti per il mercato interno».
 
Uno degli scopi primari del coordinamento europeo è la prevenzione delle interferenze nelle comunicazioni importanti, anche nell'ottica di evitare che la libertà di antenna possa trasformarsi in una condotta anticoncorrenziale fra gli operatori pubblici e privati del settore delle telecomunicazioni, finalizzata all'appropriazione delle bande di frequenza disponibili.
Dal 2002 al 2020 l'armonizzazione è stata gestita principalmente tramite una serie di decisioni della Commissione Europea.

## Evoluzione nella gestione
L'evoluzione della gestione dello spettro radio va più efficientemente verso la liberalizzazione d'uso della licenza sulla banda radio acquisita da un certo operatore per poterla assegnare al servizio che esso stesso desidera purché esso stesso garantisca che l'interferenza con altri eventuali servizi sia contenuta al di sotto di certi valori limite che non ne inficino la mutua operatività.